# Les Pétroliers de Laval

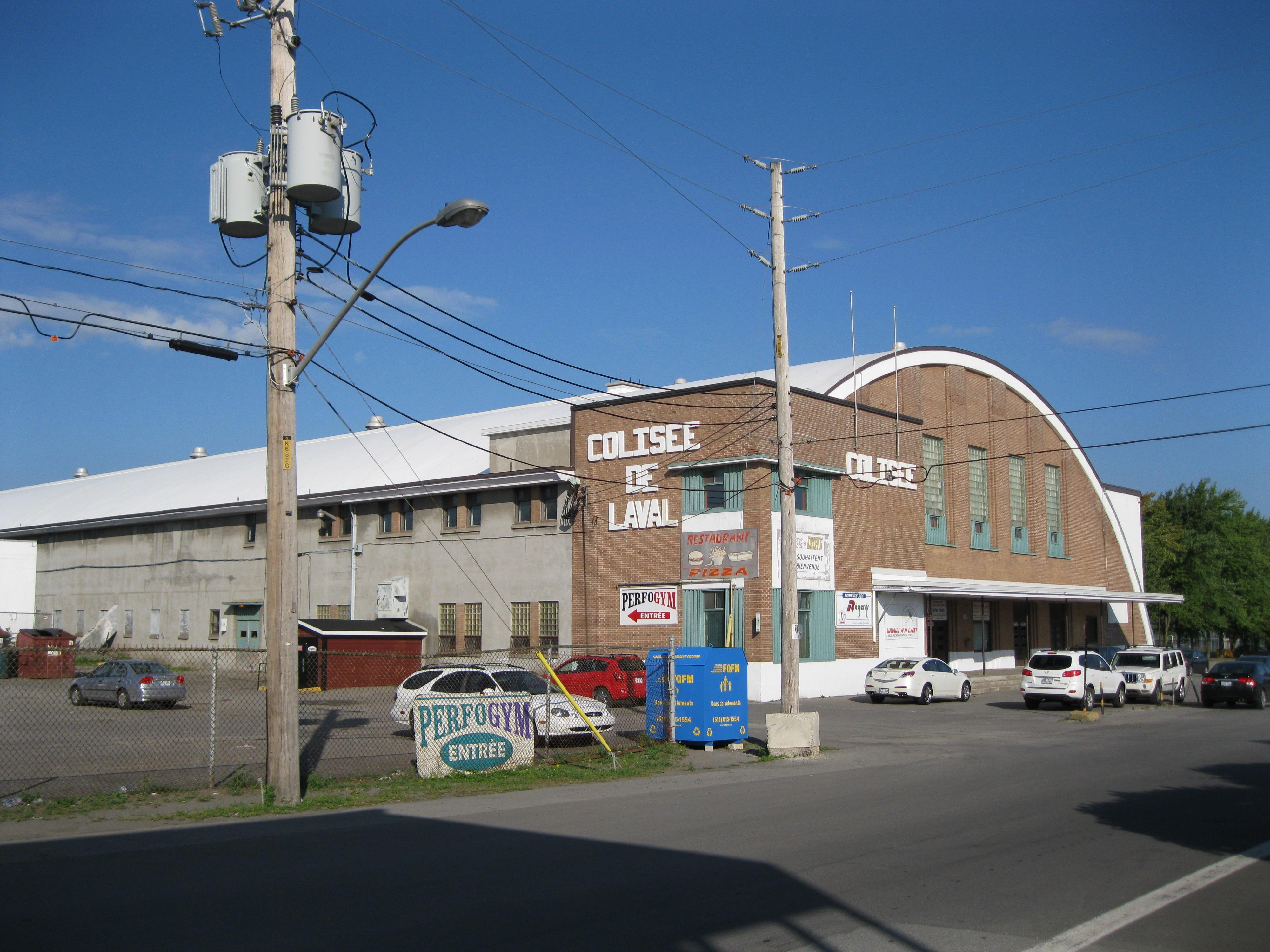
A csapat jégcsarnoka, a Colisée de Laval

Les Pétroliers de Laval egy kanadai jégkorongcsapat a québeci Lavalból. A csapat a Ligue nord-américaine de hockey (LNAH) bajnokságban játszik a 2018-19-es szezontól kezdve.

## Története
A Les Pétroliers du Nord jogelődje a Berlin BlackJacks volt. A csapat neve 2023 júliusában Les Pétroiliers de Lavalra változott.

## Statisztikák
| Főszezon | Főszezon                     | Főszezon                     | Főszezon                     | Főszezon                     | Főszezon                     | Főszezon                     | Főszezon                     | Főszezon                     | Rájátszás                                       | Rájátszás                                           | Rájátszás                                   | Rájátszás                      |
| Szezon   | LM                           | GY                           | GY. H.                       | V. H.                        | V                            | G                            | P                            | Helyezés                     | Nyolcaddöntő                                    | Negyeddöntő                                         | Elődöntő                                    | Döntő                          |
| -------- | ---------------------------- | ---------------------------- | ---------------------------- | ---------------------------- | ---------------------------- | ---------------------------- | ---------------------------- | ---------------------------- | ----------------------------------------------- | --------------------------------------------------- | ------------------------------------------- | ------------------------------ |
| 2018-19  | 35                           | 10                           | 1                            | 1                            | 23                           | 108-145                      | 23                           | 6.                           | -                                               | Vereség Assurancia ellen (0-4)                      | -                                           | -                              |
| 2019-20  | 36                           | 18                           | 3                            | 5                            | 10                           | 165-151                      | 47                           | 2.                           | -                                               | A rájátszás nem lett lejátszva                      | A rájátszás nem lett lejátszva              | A rájátszás nem lett lejátszva |
| 2020-21  | A teljes szezon törölve lett | A teljes szezon törölve lett | A teljes szezon törölve lett | A teljes szezon törölve lett | A teljes szezon törölve lett | A teljes szezon törölve lett | A teljes szezon törölve lett | A teljes szezon törölve lett | A teljes szezon törölve lett                    | A teljes szezon törölve lett                        | A teljes szezon törölve lett                | A teljes szezon törölve lett   |
| 2021-22  | 28                           | 10                           | 5                            | 4                            | 9                            | 97-103                       | 34                           | 3.                           | -                                               | -                                                   | Győzelem Cool FM 103,5 ellen (4-0)          | Vereség Assurancia ellen (0-4) |
| 2022–23  | 36                           | 15                           | 6                            | 6                            | 9                            | 162-133                      | 48                           | 1.                           | -                                               | -                                                   | Vereség Cool FM 103,5 ellen (2-4)           | -                              |
| 2023–24  | 36                           | 18                           | 6                            | 1                            | 11                           | 160-128                      | 49                           | 1.                           | Győzelem a Éperviers de Sorel-Tracy ellen (3-2) | -                                                   | Vereség a 3L de Rivière-du-Loup ellen (1-4) | -                              |
| 2024–25  | 36                           | 16                           | 3                            | 4                            | 13                           | 131:128                      | 42                           | 3.                           | -                                               | Győzelem a Bataillon de Saint-Hyacinthe ellen (4-2) | Vereség a 3L de Rivière-du-Loup ellen (1-4) | -                              |